# Daewoo K2
El fusell d'assalt Daewoo K2, va ser dissenyat per l'Agència de Desenvolupament de Defensa de Corea del Sud, i produïda per S&T Motiv i S&T Daewoo. És actualment el fusell de servei de l'exèrcit de Corea del Sud. El fusell K2, és operat per gas, i pot dispara tant la munició de 5.56×45mm NATO i la .223 Remington. La K2, va substituir la M16A1 a Corea del Sud des de la seva adopció en 1984.

## Desenvolupament

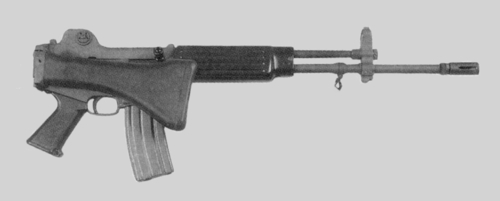
Folded stock view of the K2 assault rifle

Encara que la Daewoo K1 va entrar en servei 3 anys abans que la K2, el desenvolupament d'aquesta va començar bastants anys abans. Per poder enfrontar-se amb el límit de la llicència de la M16A1 (Colt Model 603K), el president Park Chung-hee, que creia que el país s'havia de poder defensar sol, va demanar l'inici de producció d'una arma nativa d'aquell país. Els enginyers de l'Agència de Desenvolupament de Defensa van començar el projecte XB en 1972, amb el final d'obtenir una bona arma, i el seu resultat va ser el 1983, amb el K2. Colt va dir que el disseny va ser copiat del seu M16, pero no van aconseguir res.

## Disseny

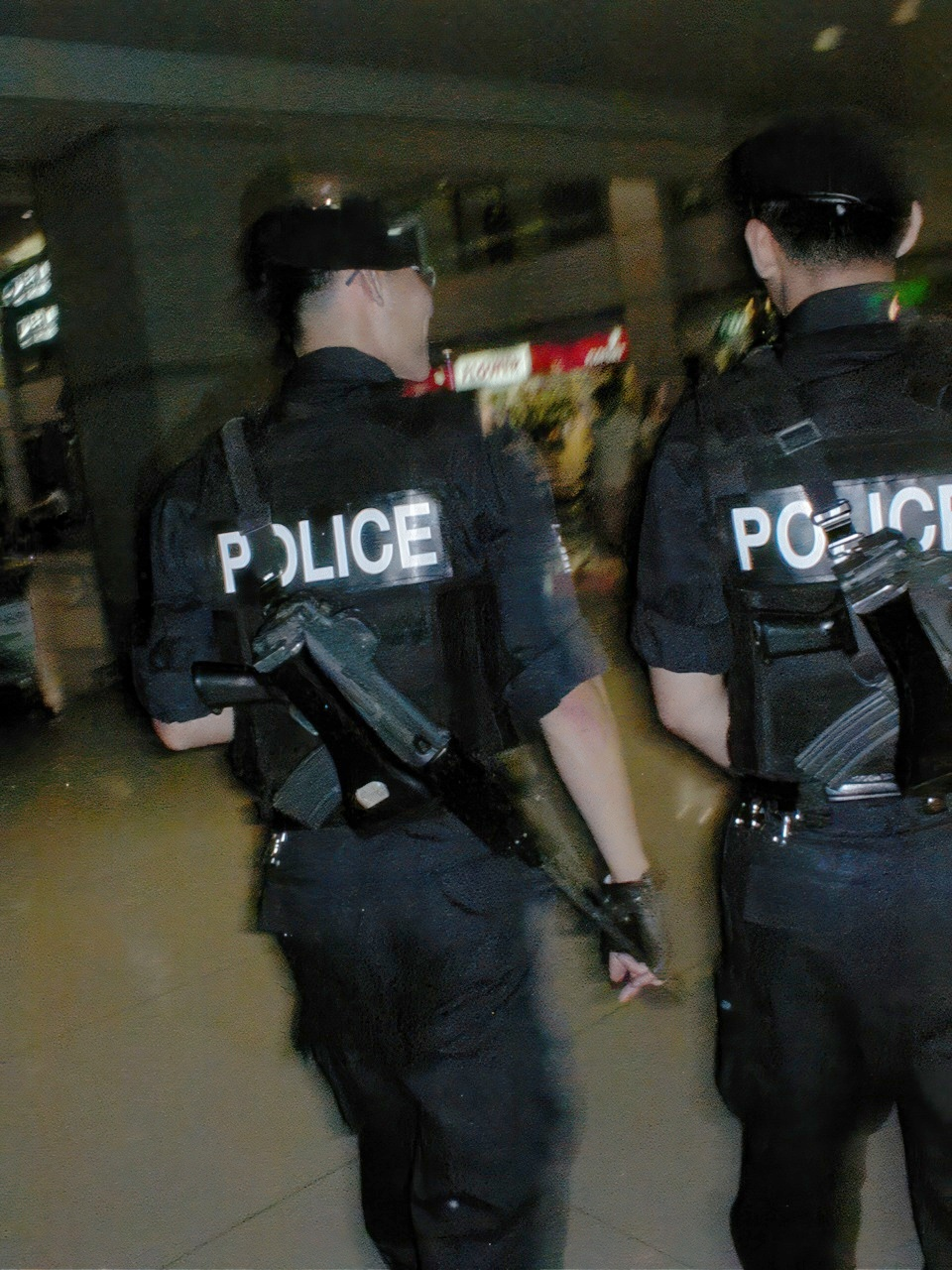
Oficials de Policia Nacional de Corea, de la Policia de Combat, armats amb fusells K2.

Es van fer 6 prototips diferents durant el programa XB. Dels 6 dissenys, la XB6 va ser seleccionada. Algunes parts de la XB6 eren de la FN FNC, parts com el supressor i les mires. En el desenvolupament de la XB6, van haver-hi diverses variants d'aquesta arma en període de proves, com la XB7 o la XB7C. En la seva apàriencia externa, l'arma era semblant a la AR18, encara que la K2 utilitzava polímer per la culata, la empunyadura i altres parts. El control de foc era un derivat del fusell Americà M16, fins i tot, algunes part de la K2 es poden intercanviar per les de la M16. La K2 te 3 tipus de foc, que son:
- Semiautomàtic.
- En ràfegues de 3 bales.
- Totalment automàtic.

La K2 podia incorporar un llança granades portàtil sota del canó, que disparava granades de 40x46mm, el llança granades és el DPI K201, que es una variant, o com a mínim, una arma molt semblant al llança granades americà M203

## Variants
- XB: Com a mínim es van produir 6 variants (de la XB1 fins a la XB6).
  - XB6: Disseny selecte entre els prototips.
  - XB7: Futur desenvolupament del XB6.
    - XB7C: Disseny experimental final. També coneguda com a XK2.
- K2: Variant produïda en massa.
  - AR-100: Versió semiautomàtica de 5.56×45mm NATO per a civils.
  - DR-200: Versió semiautomàtica de .223 Remington per a civils.
  - DR-300: Versió semiautomàtica de 7.62×39mm per a civils.
- K2A: Versió amb un riell, una empunyadura i una culata variable o extensible.[3]
- K2C: Versió de carrabina del K2, amb un riell, culata de l'estil de la M4, un canó reduït (310 mm) i un supressor de Daewoo K11.[4][3]
- K2C1: 	Nova variant, amb un riell quàdruple, optiques New variant featuring a quad accessory rail, longitud completa, riell per a òptiques, i una culata de sis posicions d'estil AR-15. Ve amb dos llargades de canó, de 305 mm i una altra versió de 465 mm.[5] Va ser enviada oficialment a producció en maig de 2016, i els primers models van arribar a principis de juny de 2016.[6]

## Usuaris
- Bangladesh: Utilitzada per les forces especials. Utilitzen la K2C.[7]
- Equador: Comprades en 2011.[8]
- Indonèsia: Van comprar 210 fusells K2 en 2008 and 2011.[8]
- Irak: Utilitzen els fusells K2C a les forces especials a la (coneguda informalment com a) brigada daurada.[9]
- Corea del Sud: És el fusell estàndard de les forces militars de Corea del Sud (ROK) des de 1984. Utilitzada en grans quantitats en la Operació Enduring Freedomi la Guerra d'Irak. Un petit nombre de K2A i K2C estan sent provades per l'exèrcit i les forces especials. Si els resultats son els correctes, la producció en massa començarà. Adicionalment, si es permet la producció de la K2A, això permetrà canviar la seva arma més utilitzada, la M16A1, i pssar-les a la resevra en 2017, mentres que la K2C es suposa que substituirà la K1A.[10]
- Malawi: Van rebre 1.100 K2 i 1.00 K2C en 2012.[11]
- Mèxic: Comprades en 2011.[8]
- Nigeria: Primer comprador de les K2. Van comprar 3.000 en 1983, i una altra tanda en 1996.[12] Es van comprar unes altres 30.000 en 2006.[13]
- Papua Nova Guinea: Van comprar K2C en 2013.[14]
- Senegal: Van comprar 100 K2 en 2003.[12]

### Compradors no Estats
- Estat Islàmic[9]

## Reemplaçaments o millores
Es vol substituir la K2 per alguna altra arma totalment diferent o per alguna de les seves diverses variants.
Alguns dels substituts de l'arma podrien ser la Daewoo XK8, una versió de fusell bullpup desenvolupat en els 2000., encara que no va ser mai produït en massa.
Una altra opció és la Daewoo K11, que era una altra arma que podria substituir la K2. Encara que no es substitueix de moment pel seu elevat cost, i no es podria produir en grans quantitats pel seu cost. Avui en dia, hi ha 2 unitats armades amb K11.
La K2A, que és la versió millorada de la K2, ha sigut introduïda a l'exèrcit, i s'està començant a produir en massa en 2015. Aquesta producció exagerada de K2, segurament substituirà el M16 com a fusell oficial de 2017.